# Torneo Nacional Interprovincial 2012
El Torneo Nacional Interprovincial 2012 fue un torneo de fútbol boliviano organizado por la Asociación Nacional de Fútbol de Bolivia con representantes de las provincias de los departamentos de Bolivia, el torneo se desarrolló en las sedes de Yacuiba y Bermejo entre el 17 y 24 de agosto de 2012. El ganador del torneo fue Municipalidad de Yacuiba que clasificó al Nacional B 2012/13 y el subcampeón San José de Pailón que clasificó a la Copa Bolivia 2012.

## Formato
El torneo tuvo como sedes al Estadio Néstor Paz Galarza ubicado en Barrio Nuevo de San José de Pocitos con capacidad para 2.000 espectadores y al Estadio Fabián Tintilay de Bermejo con capacidad para 6.000 espectadores.
En este torneo solamente pueden participar clubes, equipos o selecciones de fútbol de las Provincias de Bolivia que no estén afiliados a sus respectivas Asociaciones Departamentales, y a sí mismo, sus jugadores no deben estar inscritos en dichas Asociaciones por el lapso anterior de 1 año, esto con el fin de promocionar jugadores de las provincias de Bolivia.
Los 10 equipos fueron repartidos en 2 series de 5 equipos, la serie A se jugó en Yacuiba y la serie B en Bermejo, los 2 mejores de cada grupo jugaron las semifinales de forma cruzada, los ganadores la final y los perdedores el tercer lugar.

## Datos de los equipos
| Equipo                  | Municipio  | Provincia      | Departamento |
| ----------------------- | ---------- | -------------- | ------------ |
| Atlético América        | Villazón   | Modesto Omiste | Potosí       |
| Atlético San Borja      | San Borja  | José Ballivián | Beni         |
| Municipalidad           | Yacuiba    | Gran Chaco     | Tarija       |
| Municipalidad Porvenir  | Porvenir   | Nicolás Suárez | Pando        |
| Real Candúa             | Monteagudo | Hernando Siles | Chuquisaca   |
| San José                | Pailón     | Chiquitos      | Santa Cruz   |
| Selección de Challapata | Challapata | Abaroa         | Oruro        |
| Sport Bermejo           | Bermejo    | Arce           | Tarija       |
| Tiquipaya               | Tiquipaya  | Quillacollo    | Cochabamba   |
| Viacha Fútbol Club      | Viacha     | Ingaví         | La Paz       |

- Viacha Fútbol Club que integraba la Serie B decidió automarginarse del Torneo.

## Serie A
| Pos | Equipo                 | Pts | PJ | G | E | P | GF | GC | Dif |
| --- | ---------------------- | --- | -- | - | - | - | -- | -- | --- |
| 1º  | Municipalidad          | 8   | 4  | 2 | 2 | 0 | 6  | 2  | 4   |
| 2º  | Real Candúa            | 7   | 4  | 2 | 1 | 1 | 10 | 4  | 6   |
| 3º  | Atlético San Borja     | 7   | 4  | 2 | 1 | 1 | 5  | 4  | 1   |
| 4º  | Municipalidad Porvenir | 3   | 4  | 0 | 3 | 1 | 6  | 8  | -2  |
| 5º  | Tiquipaya              | 1   | 4  | 0 | 1 | 2 | 5  | 14 | -9  |

Pts = Puntos; PJ = Partidos Jugados; G = Partidos Ganados; E = Partidos Empatados; P = Partidos Perdidos; GF = Goles Anotados; GC = Goles Recibidos; Dif = Diferencia de gol
|  | Clasificados a Semifinales. |

### Resultados
| Real Candúa | 0 - 2 | Atlético San Borja | 17 de agosto | 14:00 |
| Porvenir    | 2 - 2 | Municipalidad      | 17 de agosto | 16:00 |

| Tiquipaya     | 3 - 3 | Porvenir    | 18 de agosto | 14:00 |
| Municipalidad | 0 - 0 | Real Candúa | 18 de agosto | 16:00 |

| Tiquipaya | 1 - 3 | Atlético San Borja | 19 de agosto | 14:00 |
| Porvenir  | 1 - 3 | Real Candúa        | 19 de agosto | 16:00 |

| Atlético San Borja | 0 - 0 | Porvenir  | 20 de agosto | 14:00 |
| Municipalidad      | 1 - 0 | Tiquipaya | 20 de agosto | 16:00 |

| Real Candúa        | 7 - 1 | Tiquipaya     | 21 de agosto | 14:00 |
| Atlético San Borja | 0 - 3 | Municipalidad | 21 de agosto | 16:00 |

## Serie B
| Pos | Equipo             | Pts | PJ | G | E | P | GF | GC | Dif |
| --- | ------------------ | --- | -- | - | - | - | -- | -- | --- |
| 1º  | San José de Pailón | 9   | 3  | 3 | 0 | 0 | 13 | 1  | 12  |
| 2º  | Sport Bermejo      | 6   | 3  | 2 | 0 | 1 | 8  | 2  | 6   |
| 3º  | Challapata         | 3   | 3  | 1 | 0 | 2 | 6  | 10 | -4  |
| 4º  | Atlético América   | 0   | 3  | 0 | 0 | 3 | 3  | 17 | -14 |

Pts = Puntos; PJ = Partidos Jugados; G = Partidos Ganados; E = Partidos Empatados; P = Partidos Perdidos; GF = Goles Anotados; GC = Goles Recibidos; Dif = Diferencia de gol
|  | Clasificados a Semifinales. |

### Resultados
| Challapata       | 0 - 5 | San José      | 17 de agosto | 18:00 |
| Atlético América | 0 - 5 | Sport Bermejo | 17 de agosto | 20:00 |

| San José   | 6 - 0 | Atlético América | 18 de agosto | 18:00 |
| Challapata | 0 - 2 | Sport Bermejo    | 18 de agosto | 20:00 |

| Atlético América | 3 - 6 | Challapata | 19 de agosto | 14:00 |
| Sport Bermejo    | 1 - 2 | San José   | 19 de agosto | 16:00 |

## Fase Final
|  | Semifinales          | Semifinales          |       |               | Final                | Final                |  |
|  | 23 de agosto de 2012 | 23 de agosto de 2012 |       |               | 24 de agosto de 2012 | 24 de agosto de 2012 |  |
|  |                      |                      |       |               |                      |                      |  |
|  |                      |                      |       |               |                      |                      |  |
|  | Municipalidad        | 4                    |       |               |                      |                      |  |
|  | Sport Bermejo        | 0                    |       |               |                      |                      |  |
|  |                      |                      |       |               |                      |                      |  |
|  |                      |                      |       |               |                      |                      |  |
|  |                      |                      |       |               | Municipalidad        | 1 (4)                |  |
|  |                      | San José de Pailón   | 1 (2) |               |                      |                      |  |
|  |                      |                      |       |               |                      |                      |  |
|  |                      |                      |       |               |                      |                      |  |
|  |                      |                      |       |               | Tercer lugar         |                      |  |
|  |                      |                      |       |               |                      |                      |  |
|  | San José de Pailón   | 1 (5)                |       | Sport Bermejo | 1 (3)                |                      |  |
|  | Real Candúa          | 1 (4)                |       |               | Real Candúa          | 1 (5)                |  |

| Campeón Municipalidad de Yacuiba |

Semifinales
| Jueves, 23 de agosto de 2012, 14:00 | San José de Pailón | 1:1 (5 – 4 p.) | Real Candúa | Estadio Néstor Paz Galarza, Yacuiba |  |
|                                     |                    | Reporte        |             |                                     |  |

| Jueves, 23 de agosto de 2012, 16:00 | Municipalidad                                                                | 4:0     | Sport Bermejo | Estadio Néstor Paz Galarza, Yacuiba |  |
|                                     | Luis Alberto Zenteno 37' · Hugo Agüero 46' · Nildo Ríos 35' · Nildo Ríos 42' | Reporte |               |                                     |  |

Tercer Lugar
| Viernes, 24 de agosto de 2012, 14:00 | Sport Bermejo | 2:2 (3 – 5 p.) | Real Candúa | Estadio Néstor Paz Galarza, Yacuiba |  |
|                                      |               | Reporte        |             |                                     |  |

Final
| Viernes, 24 de agosto de 2012, 16:00 | Municipalidad | 1:1 (4 – 2 p.) | San José de Pailón | Estadio Néstor Paz Galarza, Yacuiba |  |
|                                      |               | Reporte        |                    |                                     |  |